# ال کاپیتان (آریزونا)
ال کاپیتان (به انگلیسی: El Capitan) یک منطقهٔ مسکونی در ایالات متحده آمریکا است که در آریزونا واقع شده‌است. ال کاپیتان ۱۵٫۷۵ کیلومتر مربع مساحت و ۴٬۸۸۵ نفر جمعیت دارد و ۱٬۴۵۲٫۰۸ متر بالاتر از سطح دریا واقع شده‌است.